# Kudat
Kudat es una ciudad malaya en el estado de Sabah, en la zona insular del país, en la parte septentrional de Borneo. Se encuentra a 190 km al norte de Kota Kinabalu, la capital estatal. Al occidente está bañada por el Mar de la China Meridional, y al oriente por el Mar de Sulú. 
Según el censo de 2000 tiene una población de 68.242 habitantes. Su composición étnica está compuesta básicamente por rungus, un subgrupo kadazan. Cerca del 10 % es de origen chino. También hay un buen número de trabajadores de Filipinas, en particular de las regiones de Sulu y Mindanao.
La ciudad fue fundada por los británicos el 7 de diciembre de 1881 para que fuese la capital de Borneo Septentrional debido a su ubicación estratégica. Tras ser repetidamente saqueada por piratas bajau, sulu e illanun, en 1883 la capital fue transferida a Sandakan, en la costa oriental.